# Incoming
Incoming is een Amerikaanse komediefilm uit 2024, geregisseerd door Dave Chermin en John Chermin. De hoofdrollen worden vertolkt door Mason Thames, Ramon Reed, Raphael Alejandro, Isabella Ferreira, Bardia Seiri, Loren Gray, Ali Gallo en Bobby Cannavale. De film werd uitgebracht op streamingdienst Netflix op 23 augustus 2024.

## Verhaal
Vier eerstejaars op de middelbare school maken zich klaar voor hun eerste schoolfeest, ze bereiden zich voor op iets onbekends en angstaanjagends.

## Rolverdeling
| Acteur            | Personage            |
| ----------------- | -------------------- |
| Mason Thames      | Benj Nielsen         |
| Ramon Reed        | Eddie                |
| Raphael Alejandro | Connor               |
| Isabella Ferreira | Bailey               |
| Bardia Seiri      | Danah Koosh Koushanj |
| Loren Gray        | Katrina Aurienna     |
| Ali Gallo         | Alyssa Nielsen       |
| Kaitlin Olson     | Ms. Nielsen          |
| Bobby Cannavale   | Mr. Studebaker       |
| Scott MacArthur   | Dennis               |
| Thomas Barbusca   | Ruby                 |
| Kim Hawthorne     | Directrice Hutchens  |
| Victoria Moroles  | Gabrielle            |
| Kayvan Shai       | Kayvon Koushani      |

## Productie
Incoming markeerde het regiedebuut van Dave Chermin en John Chermin. De productieleden kwamen van Stoller Global Solutions en Artists Roads. In november 2023 verkreeg Netflix de rechten van de film. Mason Thames, Bobby Cannavalle, Kaitlin Olson en Scott MacArthur werden als castleden toegevoegd aan de film, evenals Bardia Seiri, Ramon Reed, Ali Gallo en Raphael Alejandro. In juli 2024 werden de eerste beelden vrijgegeven van de opnames.

## Release
De film was sinds 23 augustus 2024 te streamen op Netflix.